# Aleksandr Riazancew (piłkarz)
Aleksandr Aleksandrowicz Riazancew (ang. Александр Александрович Рязанцев; ur. 5 września 1986 w Moskwie) – rosyjski piłkarz grający na pozycji prawego pomocnika w drużynie FK Chimki.
Riazancew swój debiut w dorosłej piłce zaliczył 16 października 2004, mając 18 lat. Wówczas jego klubem było FK Moskwa, które mierzyło się ze znacznie bardziej renomowanym Lokomotiwem. Na początku 2006 roku Rosjanin przeniósł się do Rubina Kazań na zasadzie wolnego transferu. W pierwszym sezonie gry dwukrotnie zdobył gola przeciwko swojej byłej drużynie. Pierwszy mecz w młodzieżowej reprezentacji Rosji Riazancew zaliczył 19 maja 2006. Młodzi piłkarze Sbornej grali przeciwko Białorusi. Piłkarski świat usłyszał o nim, kiedy 20 października 2009 zdobył gola w starciu z FC Barceloną. W styczniu 2014 po tym jak wygasła mu umowa z Rubinem Kazań podpisał 4-letni kontrakt z Zenitem Petersburg. W 2016 był z niego wypożyczony do Urału Jekaterynburg, a w sezonie 2017/2018 do Amkaru Perm.